# Marc Lucreci (tribú 172 aC)
Marc Lucreci (en llatí Marcus Lucrecius) va ser un magistrat romà. Era germà de Caius Lucretius Gallus, pretor el 171 aC. Formava part de la branca plebea de la gens Lucrècia.
Va ser elegit tribú de la plebs l'any 172 aC, any en què va aprovar una llei "ut agrum Campanum censores fruendum locarent". El 171 aC va servir com a llegat del seu germà a Grècia.